# MaK G 763 C
Die Lokomotive MaK G 763 C ist eine dieselhydraulische Lokomotive, die von der Maschinenbau Kiel (MaK) gebaut wurde. Sie wird dem 3. Typenprogramm der MaK, das ab 1977 angeboten wurde, zugerechnet. Sie stellt die Nachfolgerin der in 18 Exemplaren gebauten MaK G 761 C dar, unterscheidet sich von dieser durch einen stärkeren Motor und hat ein anderes Getriebe. Gemeinsam war diesem Programm, dass nicht mehr auch im Schiffbau verwendete langsamlaufende Motoren aus eigener Produktion, sondern schnelllaufende Fremdmotoren eingebaut wurden, bei diesem Modell von MTU. Auch waren die Führerhäuser aus Sicherheitsgründen nicht mehr direkt vom Boden, sondern nur über den Umlauf erreichbar. Die MaK G 763 C hat drei im Rahmen sitzende Achsen, die über Gelenkwellen angetrieben werden. Sie hat eine Leistung von 560 kW und erreicht eine maximale Geschwindigkeit von bis zu 40 km/h. Sie bringt es auf eine Dienstmasse von bis zu 66 t. Ihr Tankinhalt beträgt 1.500 l.
Die MaK G 763 C wurde zwischen 1982 und 1993 in 27 Exemplaren gebaut. Größte Abnehmer mit jeweils drei Lokomotiven waren die Siegener Kreisbahn und die Städtischen Häfen Hannover. Alle Lokomotiven befinden sich noch im Dienst. Im Deutschen Fahrzeugeinstellungsregister wurde für diese Bauart die Baureihennummer 98 80 0262 vergeben.